# سمیح القاسم
سمیح القاسم (عربی: سمیح القاسم (به عبری: סמיח אל קאסם)؛ ۱۱ مهٔ ۱۹۳۹ – ۱۹ اوت ۲۰۱۴) یک شاعر، نویسنده و روزنامه‌نگار اهل فلسطین بود. سمیح القاسم که در کنار محمود درویش، یکی از دو شاعر بزرگ فلسطینی قرن بیستم شناخته می‌شد.

## زندگی‌نامه
سمیح القاسم روز ۱۱ مه ۱۹۳۹ در شهر زرقاء در فرااردن در خانواده‌ای از دروزیان شمال فلسطین به دنیا آمد و در شهرهای رامه و ناصره، بزرگ شد. وی مدتی به معلمی پرداخت.

## جوایز
شعرهای وی به زبان‌های مختلفی چون انگلیسی، آلمانی، ایتالیایی، ژاپنی، فرانسوی و… ترجمه شده‌است. القاسم جوایز بسیاری را در حوزه شعر کسب کرده‌است که ازآن جمله می‌توان به جایزه شعر در اسپانیا، فرانسه، مصر اشاره کرد.

## درون مایه شعری
شعرهای القاسم دربارهٔ مقاومت مردم فلسطین، وفاداری آنان به سرزمین مادری و هویت عربی‌شان است. دو قصیده «به پیش بیایید» و «راست قامت گام برمی‌دارم» از مهمترین سروده‌های القاسم است. بسیاری از اشعار القاسم دست‌مایه خوانندگان و آهنگسازان خوش ذوق فلسطینی و دیگر کشورهای عربی در سرودهای مقاومت شده‌است.

## درگذشت
القاسم که از چند سال پیش دچار بیماری سرطان کبد بود، روز سه‌شنبه، نوزدهم اوت، در بیمارستانی در شهر صفد در شمال اسرائیل درگذشت. هنگام مرگ ۷۵ سال داشت.
سمیح القاسم، با وجود فشار، زندان و تبعیدهای مکرر حاضر به ترک سرزمین خویش نشد. سمیح و هم فکرانش معتقد هستند خاک کشور متعلق به آن هاست و باید همان‌جا هم دفن شوند. تلاش‌ها و آرمان‌های بلند سمیح باعث شده‌است تا در جایگاه دومین شاعر بزرگ فلسطین، پس از محمود درویش شناخته شود.
محمود عباس، رئیس دولت خودگردان فلسطین، در پیامی گفت: «صدای والای میهن ما پس از عمری دفاع از حق و عدالت و زمین، ما را ترک کرد.»

## کتابشناسی
سمیح القاسم بیش از شصت کتاب در قالب شعر و داستان و نمایشنامه و ترجمه، به یادگار گذاشته‌است. آثار کامل سمیح القاسم به زبان اصلی عربی در هفت مجلد بزرگ منتشر شده و بسیاری از شعرها و کارهای ادبی او به زبان‌های دیگر، از جمله انگلیسی و فرانسوی و روسی و فارسی ترجمه شده‌است.
سمیح القاسم بیش از ۳۰ دفتر شعر، داستان، و نمایشنامه دارد.